# Sphenoptera baumanni
Sphenoptera baumanni es una especie de escarabajo del género Sphenoptera, familia Buprestidae. Fue descrita científicamente por Niehuis en 1999.

## Distribución
Habita en la región paleártica.